# Salma Tammar
Salma Tammar (en arabe : سلمى التمار), née le 28 octobre 2003 à Rabat, est une footballeuse marocaine évoluant au poste de milieu offensif au Sporting Club Casablanca.

## Carrière en club
Après avoir joué pour le FUS de Rabat et au Nassim Sidi Moumen, Salma Tammar évolue au Sporting Casablanca depuis 2022. Avec le club casablancais elle termine vice-championne du Maroc de la saison 2022-23 et finaliste de la Coupe du Trône 2020-21.
Ainsi, le Sporting parvient donc à se qualifier pour le tournoi de l'UNAF qualificatif à la Ligue des champions qui se déroule en Egypte du 24 au 30 août 2023 où le club marocain réalise un sans-faute avec trois victoires en trois matchs. Salma Tammar participe à l'ensemble des rencontres et inscrit un but face au champion local du Wadi Degla. 
Grâce à ce succès, le Sporting décroche son billet pour la phase finale de la Ligue des champions féminine de la CAF qui a lieu en Côte d'Ivoire du 5 au 19 novembre. Salma Tammar est sélectionnée par Mehdi El Qaichouri parmi les 21 joueuses pour disputer le tournoi final qui voit le Sporting atteindre la finale pour sa première participation à la compétition. Elle dispute l'ensemble des matchs en tant que titulaire et réalise une passe décisive lors du dernier match de poule face au club tanzanien de JKT Queens.
Le 13 janvier 2023 elle inscrit un des six buts du Sporting face au CSS Témara (victoire 6-0).

## Carrière internationale

### Maroc -17 ans
Salma Tammar connaît plusieurs convocation avec l'équipe du Maroc des -17 ans sous la houlette de Lamia Boumehdi et participe entre autres aux qualifications de la Coupe du monde qui devait se jouer en 2020 mais a été reportée en raison de la pandémie de covid-19. Buteuse lors du tour préliminaire à Djibouti le 10 janvier 2020 (victoire marocaine, 7-0), elle inscrit le tour suivant l'unique but du match face au Botswana à Gaborone lors de la manche aller du premier tour.

### Maroc -20 ans
Toujours avec Lamia Boumehdi, Salma Tammar connaît plusieurs apparitions en équipe du Maroc des -20 ans. Elle participe aux Jeux africains qui se déroulent à Rabat en août 2019 et où le Maroc décroche la médaille de bronze. 
Lors d'un match amical face au Libéria disputé à Monrovia le 28 décembre 2020, elle inscrit un des trois buts de la sélection (victoire marocaine, 3-0).
Elle participe entre autres aux qualifications de la Coupe du monde 2022 sous la houlette de Patrick Cordoba. Après avoir éliminé le Bénin puis la Gambie, le Maroc échoue aux tirs au but lors de l'avant-dernier face au Sénégal à Pikine.

### Maroc -23 ans
Après avoir connu la sélection des -17 ans et des -20 ans, Salma Tammar est appelée en sélection des -23 ans qui sert d'équipe réserve à l'équipe A. Elle est convoquée en septembre 2023 par Dimitri Lipoff pour disputer une double confrontation amicale face à l'Islande. Le Maroc s'incline lors de la première manche (3-2) et fait match nul lors de la deuxième (0-0).
Tammar est sélectionnée par Dimitri Lipoff pour participer aux Jeux africains d'Accra en mars 2024.

### Équipe du Maroc
Salma Tammar reçoit une convocation par le sélectionneur Jorge Vilda pour prendre part à un rassemblement en décembre 2023 au Complexe Mohammed VI. Durant ce stage, l'équipe nationale affronte la réserve du Madrid CFF dans un match d'entraînement qui se solde par une victoire marocaine (2-0).

## Statistiques

### Statistiques détaillées en club
Ce tableau recense les statistiques de Salma Tammar :

| Saison                | Club                  | Championnat           | Championnat | Championnat | Coupe(s) nationale(s) | Coupe(s) nationale(s) | Compétition(s) continentale(s) | Compétition(s) continentale(s) | Compétition(s) continentale(s) | Total | Total |
| Saison                | Club                  | Division              | M.          | B.          | M.                    | B.                    | Comp.                          | M.                             | B.                             | M.    | B.    |
| 2021-2022             | Nassim Sidi Moumen    | Division 1            | -           | -           | -                     | -                     | -                              | -                              | -                              | 0     | 0     |
| Sous-total            | Sous-total            | Sous-total            | -           | -           | -                     | -                     | -                              | -                              | -                              | 0     | 0     |
| 2022-2023             | Sporting Casablanca   | Division 1            | 22          | 4           | 0                     | 0                     | -                              | -                              | -                              | 22    | 4     |
| 2023-2024             | Sporting Casablanca   | Division 1            | 22          | 4           | 0                     | 0                     | LDC                            | 8                              | 1                              | 30    | 5     |
| 2024-2025             | Sporting Casablanca   | Division 1            | 10          | 0           | -                     | -                     | -                              | -                              | -                              | 10    | 0     |
| Sous-total            | Sous-total            | Sous-total            | 54          | 8           | 0                     | 0                     | -                              | 8                              | 1                              | 62    | 9     |
| Total sur la carrière | Total sur la carrière | Total sur la carrière | 54          | 8           | 0                     | 0                     | -                              | 8                              | 1                              | 62    | 9     |

### En sélection

#### Maroc -23 ans
Le tableau suivant liste les rencontres de l'équipe du Maroc -23 ans auxquelles Salma Tammar a pris part :
| # | Date              | Stade                      | Adversaire | Résultat | Minutes | Compétition         | But inscrit | Passe décisive | Club |
| - | ----------------- | -------------------------- | ---------- | -------- | ------- | ------------------- | ----------- | -------------- | ---- |
| 1 | 6 avril 2023      | Complexe Mohammed VI, Salé | Cameroun   | 1 – 2    | -       | Match amical        | 0           | 0              | SCC  |
| 2 | 9 avril 2023      | Complexe Mohammed VI, Salé | Cameroun   | 0 – 1    | -       | Match amical        | 0           | 0              | SCC  |
| 4 | 22 septembre 2023 | Complexe Mohammed VI, Salé | Islande    | 2 – 3    | 90      | Match amical        | 0           | 0              | SCC  |
| 4 | 25 septembre 2023 | Complexe Mohammed VI, Salé | Islande    | 0 – 0    | 10      | Match amical        | 0           | 0              | SCC  |
| 5 | 8 mars 2024       | Cape Coast Sports Stadium  | Nigeria    | 2 – 0    | 90      | Jeux africains 2023 | 0           | 0              | SCC  |

| Résultat : - G = Match gagné - N = Match nul - P = Match perdu |

## Palmarès

### En club
Sporting Club Casablanca
- Championnat du Maroc :
  - Vice-championne : 2022-23 et 2023-24
- Coupe du Trône :
  - Finaliste : 2020-21
- Tournoi de l'UNAF des clubs champions :
  -  Vainqueur : 2023
- Ligue des champions :
  -  Finaliste : 2023

### En sélection
Équipe du Maroc des -20 ans
- Jeux africains :
  -  3e place : 2019